# 田中利典
田中 利典（たなか りてん 、1955年 - ）は、日本の修験者。金峯山寺長臈。林南院（綾部市）住職。京都府綾部市生まれ。

## 人物
修験者である父の下、幼少時から修験修行を重ねる。
紀伊山地の霊場と参詣道の吉野大峯地域の世界遺産登録を推進。登録後は奥駈道の保全整備に関する連絡協議会や紀伊山地三霊場会議を設立。
また、修験道ルネサンスも提唱。

### 略歴
- 1971年、吉野金峯山寺にて得度
- 1974年、比叡山高校卒業、四度加行満行
- 1979年、龍谷大学文学部仏教学科卒業
- 1980年、伝法灌頂履修
- 1981年、叡山学院専修科卒業、金峯山寺に入職
- 1989年、金峯山寺一山宝勝院住職に就任
- 1994年、同宗及び金峯山寺教学部長に就任
- 2001年、金峯山修験本宗宗務総長、金峯山寺執行長、林南院住職に就任
- 2009年、紀伊山地三霊場会議の初代代表幹事に就任
- 2014年、帝塚山大学文学部文化創造科　特定教授就任
- 2015年、金峯山寺長臈に就任
- 2016年、種智院大学客員教授に就任

### 役職
- 一般社団法人仏教生活センター会長
- 役行者霊蹟札所会-顧問
- 紀伊山地三霊場会議 - 顧問

## 著書
- 『修験道っておもしろい!』（白馬社、2004年）
- 『吉野薫風抄 - 修験道に想う』（新装版、白馬社、2005年）
- 『修験道入門 - 体を使って心をおさめる』(集英社新書、2014年)
- 『よく生き、よく死ぬための仏教入門』（扶桑社新書、2018年）

### 共著
- 『はじめての修験道』（正木晃著、春秋社、2004年）
- 『熊野神と仏』（植島啓司・九鬼家隆との共著、原書房、2009年）
- 『修験道という生き方』（内山節・宮城泰年との共著、新潮社、2019年）

### 共編
- 『修験道修行大系』（修験道修行大系編纂委員会、国書刊行会、1994年）
- 『図説 役行者―修験道と役行者絵巻』 （河出書房新社、2000年）
- 『山の宗教―修験道とは何か (別冊太陽―日本のこころ)』 （平凡社、2000年）
- 『新時代に向けた修験三本山の軌跡』 （役行者千三百年御遠忌記録編纂委員会編、白馬社、2003年）
- 『葬式仏教は死なない―青年僧が描くニュー・ブッディズム 』（全日本仏教青年会編、国書刊行会、2003年）
- 『修験道大結集』（金峯山寺監修、金峯山寺教学部との共編、白馬社、2006年）
- 『学べる!世界遺産の本奈良』 （あをによし文庫）
- 『宗教者に聞く!―日本編〈下〉 (リレー講座 現代社会と宗教)』 （読売新聞大阪本社編、法藏館、2007年）
- 『修験道の真実と未来―神と仏と日本のこころ』（奈良県宗教者フォーラム編、京阪奈出版、2014年）

### 関連書籍
- 『うわさの人物　神霊と生きる人々』加門七海著 （集英社、2010年）
- 『日本のものすごい１０人の住職―みんなに知ってほしい』『月刊住職』編集部著 （興山舎、2020年）

## 出演歴
- TVサンテレビ2015年1月30日付「カツヤマサヒコSHOW・第118回」」
- TVNHKEテレ2014年4月26日付「SWITCH「こころの時代／花に祈る山に祈る」